# Computer Network Defense
Computer Network Defense (CND; deutsch Computer-Netzwerk-Verteidigung) ist ein Unterbegriff der Computer Network Operations und kommt aus dem militärischen Bereich. Computer Network Defense umfasst alle Maßnahmen zur Verteidigung der eigenen Computernetzwerke. Zur erfolgreichen Verteidigung der eigenen Netzwerksysteme nutzt man die Mittel der Überwachung, Abwehr und Analyse. Der Penetrationstest stellt eine Möglichkeit dar, einer Computer Network Attack vorzubeugen. Ziel der Computer Network Defense ist es, die eigene Schwachstellen in Computer(-netzwerken) frühzeitig aufzudecken, um diese Sicherheitslücke vor einem Angriff zu sichern. Auch das Abfangen und Blockieren laufender Angriffe gehört zum Aufgabenbereich.

## Nationale Anwendungsbereiche von Computer Network Defense

### Bundesbehörde
Das Bundesamt für Sicherheit in der Informationstechnik (BSI) ist eine in Bonn beheimatet Bundesbehörde im Geschäftsbereich des Bundesministeriums des Innern (BMI), die für Fragen der IT-Sicherheit zuständig ist. Im BSI sind zirka 570 Mitarbeiter beschäftigt. Für die Computer Network Defense ist die Abteilung C (Cyber-Sicherheit) mit den zwei Fachbereichen: FB C1 – Sicherheit in Netzen und FB C2 – Operative Netzabwehr zuständig. Zudem liegt die Federführung des Nationalen Cyber-Abwehrzentrums, eine Kooperationseinrichtung der Sicherheitsorgane des Bundes zur Abwehr elektronischer Angriffe auf IT-Infrastrukturen des Bundes und der Wirtschaft, beim BSI.

### Militär
Für die Computernetzwerk Verteidigung im militärischen Bereich ist das Kommando Strategische Aufklärung (KdoStratAufkl oder KSA) mit der Abteilung CNO (Computer Netzwerkoperationen) zuständig. Die Abteilung CNO befindet sich seit 2006 im Aufbau und ist in der Tomburg-Kaserne in Rheinbach stationiert. Zurzeit ist die Abteilung CNO mit ca. 80 Dienstposten versehen und erreichte die Anfangsbefähigung im Jahr 2012.

### Forschung
Das Cyber Defense Lab eine Forschungsgruppe des Fraunhofer-Institut für Kommunikation, Informationsverarbeitung und Ergonomie FKIE befasst sich mit den Aspekten der IT-Sicherheit mit den Schwerpunkten der Verteidigung und öffentlichen Sicherheit.
Das Fraunhofer-Institut FKIE kooperiert mit dem Bundesamt für Sicherheit in der Informationstechnik (BSI) als Partner in der Allianz für Cyber-Sicherheit (ACS).